# Jesús Kumate Rodríguez

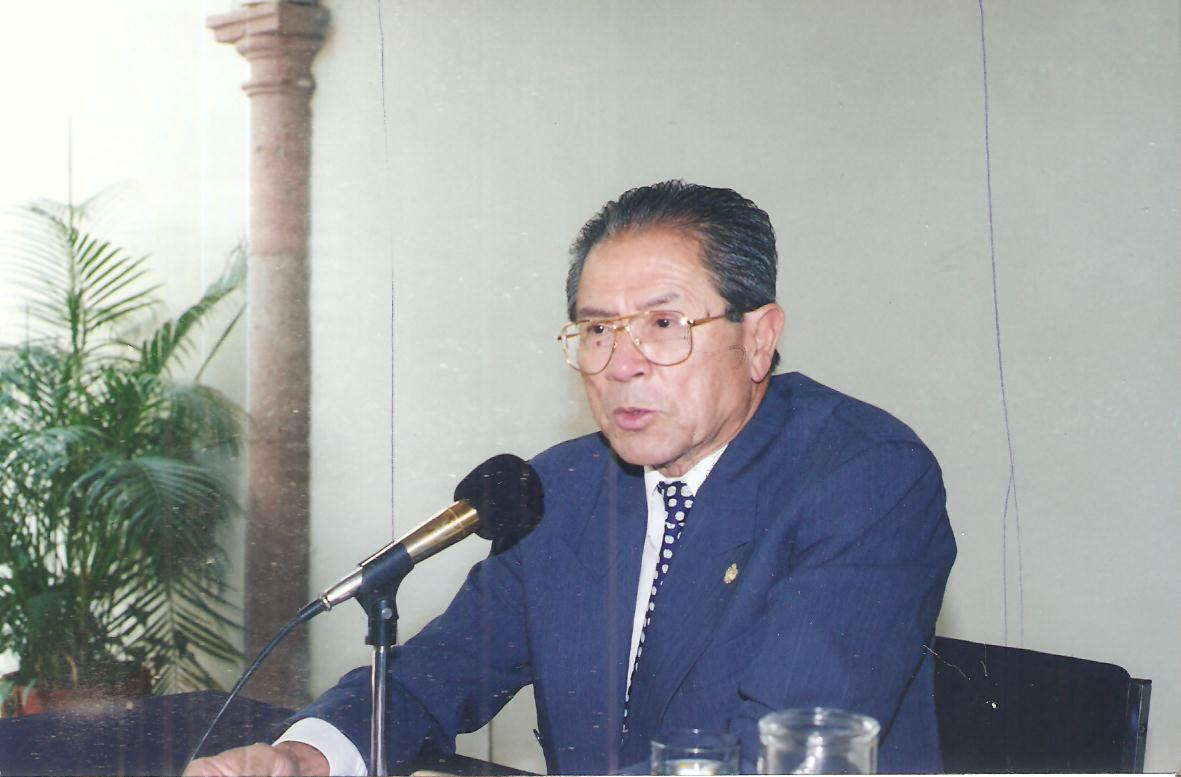
Jesús Kumate Rodríguez

Jesús Kumate Rodríguez (Mazatlán, 12 november 1924 – Mexico-Stad, 7 mei 2018) was een Mexicaans medicus.
Kumate studeerde medicijnen aan de militaire academie en behaalde een doctorstitel aan het Nationaal Polytechnisch Instituut (IPN). Hij was jarenlang hoogleraar aan verschillende universiteiten en was gespecialiseerd in biochemie, infectologie en immunologie. In 1988 werd hij door president Carlos Salinas benoemd tot minister van gezondheid, een functie die hij tot 1994 vervulde. In het daaropvolgende jaar diende hij als voorzitter van de Wereldgezondheidsorganisatie.
In 2006 werd hem door de Senaat van de Republiek de Eremedaille Belisario Domínguez toegekend.